# 亚马孙州 (巴西)
亚马孙州（葡萄牙語：Amazonas，IPA：[a.ma.'zo.nɐs]/），位于巴西西北部，面積1,570,947平方公里，是該國最大的一个州，也是美洲继加拿大努纳福特和美国阿拉斯加后第三大的一級行政區。亚马孙州接壤秘鲁、哥伦比亚和委内瑞拉，相邻的巴西州份有（顺时针方向地）罗赖马州、帕拉州、马托格罗索州、朗多尼亚州、阿克里州。